# Берёзовка (Крапивинский район)
Берёзовка — посёлок сельского типа в Крапивинском районе Кемеровской области, входит в Шевелёвское сельское поселение.

## География
Расположен на левом берегу реки Томь у впадения притока Берёзовки, в 55 км к юго-востоку от Кемерово и в 20 км в северо-западу от райцентра Крапивинский, ближайшее село — Сарапки в 7 км на юго-запад. Высота над уровнем моря 143 м.

## Население
| 2010 |
| ---- |
| 403  |

## История
Посёлок был основан в 1750 году. По ревизии 1858 года в нём числилось 324 человека в 47 домохозяйствах, по всесоюзной переписи 1926 года — 1115 человек, в 240 дворах. С началом коллективизации было образовано 3 колхоза — «9 января», «12 октября» и «Трудовик», объединённые в 1932 году в колхоз «Гигант». В 1968 году в посёлке насчитывалось 411 жителей в 102 дворах.